# 奥切めぐみ
奥切 めぐみ（おくぎり めぐみ、2月12日 - ）は、日本の女優。元宝塚歌劇団雪組の男役。
神奈川県川崎市、恵泉女学園中学校出身。身長170cm。愛称は「めぐみ」、「めぐお」、「おにぎり」、「せいみぃ」。宝塚歌劇団時代の芸名は聖海 由侑（せいみ ゆう）
ヒラタインターナショナル所属。

## 来歴
2015年4月、宝塚音楽学校入学。
2017年3月、宝塚歌劇団に103期生として入団。入団時の成績は13番。雪組宝塚大劇場公演「幕末太陽傳／Dramatic “S”！」で初舞台。同年5月、雪組に配属。
2024年10月13日、「ベルサイユのばら」東京公演千秋楽をもって、宝塚歌劇団を退団。
退団後は奥切 めぐみと改名。
2025年7月18日、ヒラタインターナショナルに所属。

## 宝塚歌劇団時代の主な舞台

### 初舞台公演
- 2017年4 - 5月、『幕末太陽傳（ばくまつたいようでん）／Dramatic “S”!』

### 雪組時代
- 2017年6 - 7月、『幕末太陽傳／Dramatic “S”!』
- 2017年11 - 2018年2月、『ひかりふる路（みち） 〜革命家、マクシミリアン・ロベスピエール〜／SUPER VOYAGER!』
- 2018年3 - 4月、『誠の群像／SUPER VOYAGER!』（全国ツアー）
- 2018年6 - 9月、『凱旋門』 - 新人公演：アコーディオン弾き（本役：桜路薫）『Gato Bonito!!』
- 2018年11 - 2019年2月、『ファントム』 - 新人公演：幼いエリック（本役：彩海せら）
- 2019年3 - 4月、『20世紀号に乗って』（東急シアターオーブ）
- 2019年5 - 9月、『壬生義士伝』 - 新人公演：近藤周平（本役：眞ノ宮るい）『Music Revolution!』
- 2019年10 - 11月、『はばたけ黄金の翼よ／Music Revolution!』（全国ツアー）
- 2020年1 - 3月、『ONCE UPON A TIME IN AMERICA（ワンス アポン ア タイム イン アメリカ）』 - 新人公演：トニー（本役：眞ノ宮るい）
- 2020年9 - 10月、『NOW! ZOOM ME!!』
- 2021年1 - 4月、『fff－フォルティッシッシモ－／シルクロード～盗賊と宝石～』 ※B日程
- 2021年6月、『ヴェネチアの紋章』 - セバスチアーノ『ル・ポァゾン 愛の媚薬 －Again－』（全国ツアー）
- 2021年8 - 11月、『CITY HUNTER』 - 新人公演：政（本役：諏訪さき）『Fire Fever!』
- 2022年1月、『ODYSSEY（オデッセイ）－The Age of Discovery－』（東京国際フォーラムホールC）※全公演中止
- 2022年3 - 6月、『夢介千両みやげ』 - 新人公演：金の字（本役：縣千）『Sensational!』
- 2022年7 - 8月、『ODYSSEY（オデッセイ）－The Age of Discovery－』（梅田芸術劇場）
- 2022年10 - 12月、『蒼穹の昴』 - 蘭琴、新人公演：光緒帝 載湉（本役：縣千）
- 2023年2 - 3月、『BONNIE & CLYDE』（御園座） - ディーコン
- 2023年4 - 7月、『Lilac（ライラック）の夢路』 - クルト［ツークンフト製鉄所の職人］、新人公演：ゲオルグ［ドロイゼン家の三男］（本役：和希そら）『ジュエル・ド・パリ!!』
- 2023年8 - 9月、『双曲線上のカルテ』（ドラマシティ・日本青年館） - ウーゴ
- 2023年12 - 2024年2月、『ボイルド・ドイル・オンザ・トイル・トレイル』 - アーネスト・グレイス、新人公演：シャーロック・ホームズ000（本役：朝美絢）『FROZEN HOLIDAY（フローズン・ホリデイ）』
- 2024年4 - 5月、『仮面のロマネスク』 - アゾラン『Gato Bonito!!』（全国ツアー）
- 2024年7 - 10月、『ベルサイユのばら-フェルゼン編-』 - シャルル 退団公演

## 宝塚歌劇団退団後の主な活動

### 舞台
- 2025年2 - 4月、『昭和元禄落語心中』（東急シアターオーブ・フェスティバルホール・福岡市民ホール)